# JR貨物EF510型電力機車
EF510型電力機車，是供日本貨物鐵道及東日本旅客鐵道（JR東日本）使用的交流傳動六軸電力機車，適用於交直流電化區段，這款機車的暱稱為「ECO-POWER Red Thunder」。

## 概要
這款機車由川崎重工業製造，用以取代車齡漸高的EF81型，首台先行量產車（EF510-1）於2002年2月由川崎廠房下線，2003年開始量產，編號由EF510-2開始。全數機車的牽引逆變器均使用IGBT元件。
而JR東日本所屬的該款機車編為500番台，共製造15輛。

## 現狀和動向
JR貨物所屬的本型式機車主要在日本海縱貫線上運用，故現在全部被配置在富山機務段上。
該款電力機車設計是以牽引貨物列車為主，但在2007年10月22日的時候，由24系客車與夢空間組成的團體臨時列車「JR 7公司華麗的列車旅行」，是本型式機車首次被運用作牽引客車列車的運用上，從羽越本線的酒田站運行到新發田站。而在該臨時列車行走前數日曾借來該型機車，並和12系客車連結作試運轉及訓練駕駛。
截至2007年年底，川崎共造出13輛該型機車，當中2006年度及2007年度先後交付4輛及2輛。在2008年度及2009年度，川崎將會向JR貨物分別交付3輛及4輛新車。
在2008年12月2日，JR東日本網站公佈將新造15輛EF510型，取代目前牽引臥鋪特急北斗星號列車及仙后座號列車的EF81型電力機車，在2010年春天開始使用。在2009年12月底的時候，第一輛機車EF510-501自川崎出廠，並運送到JR東日本等待試運轉，其車身外觀設計則改為以藍色為底色，加上金色線條及車側的流星塗裝（509與510這兩輛則與仙后座號車廂一樣外觀，以銀色為底色，加上五彩條紋。）。2010年6月25日，EF510正式開始牽引仙后座號的載客列車。
2013年3月16日起，時刻表修改，JR東日本的田端運轉所不再代理貨物運送業務，以常磐線為中心的貨物列車改用EH500牽引。JR東日本將501至508及511共九輛EF510售予JR貨物，7月26日起陸續迴送至JR貨物的富山機關區。JR貨物將這9輛原有的流星塗裝及JR東日本的英文「EAST JAPAN RAILWAY COMPANY」標示移除，並取消通過黑磯車站的交直流轉換區間所需的感應器，並且將ATS系統改為ATS-PF、ATS-SP及ATS-Ps，但仍保留原有車號。

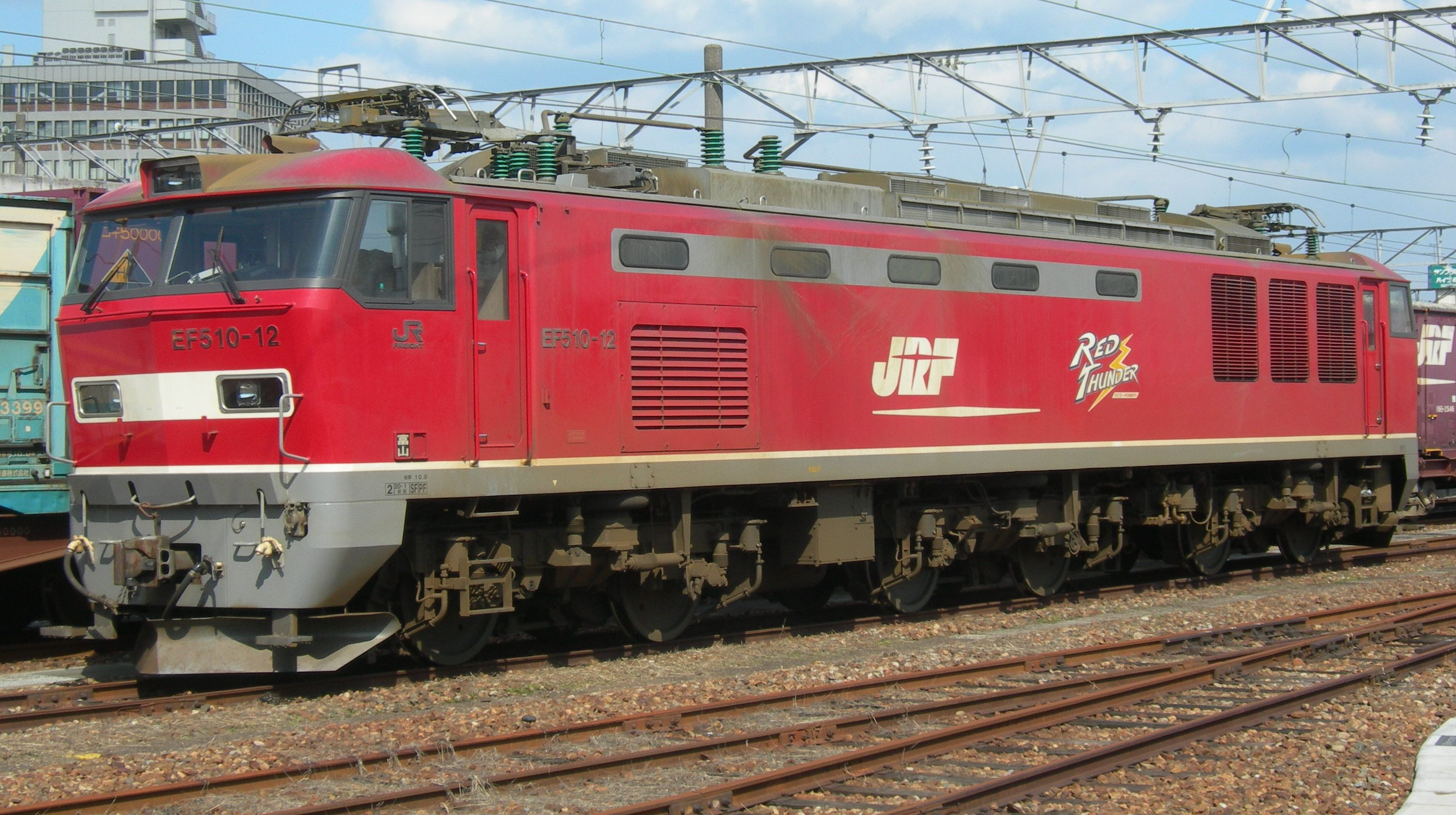
12号機（高岡、2009年3月28日）

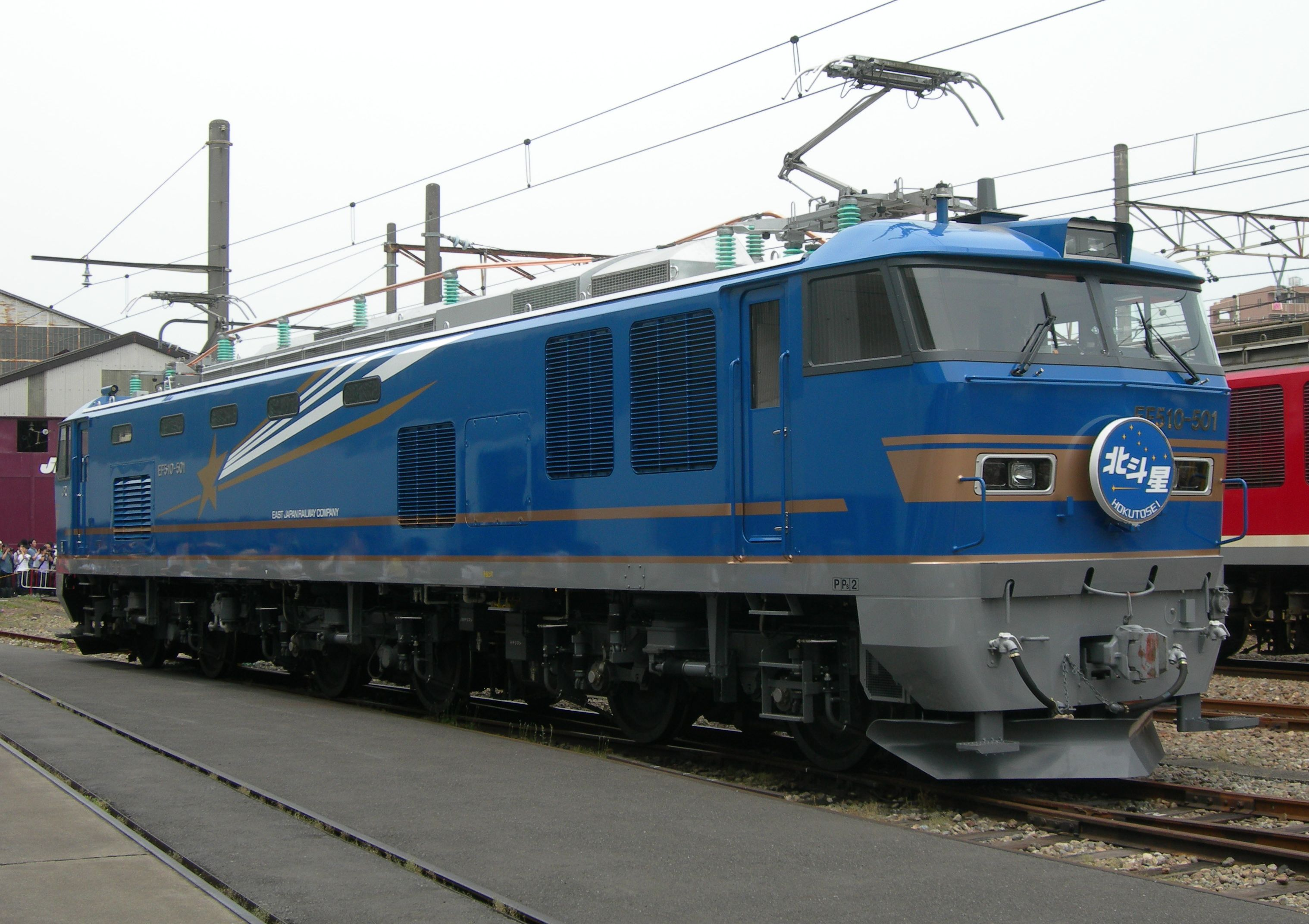
501号機（大宮總合車輛中心、2010年5月22日）

2015年8月22日，北斗星號列車停駛，JR東日本於同年12月13日與2016年2月3日陸續將512、513、514與515共四輛出售予JR貨物，並無火迴送至富山機關區。
2016年3月21日，仙后座號列車停駛，同月31日JR東日本將最後兩輛 509、510號列車交付JR貨物，自此東日本消滅所有EF510車籍。
2021年3月31日，JR貨物公佈2021年度的事業計劃，其中將在九州地區導入EF510以汰換使用已久的EF81與ED76電力機車。10月15日，該公司發佈新聞稿，將九州形式的EF510命名為300番台，其外表與EF81 300番台同為銀色，頭燈改為LED燈，加裝交流電再生制軔，車身貼有和0番台相同的「ECO-POWER RED THUNDER」標誌。12月10日，川崎車輛向媒體記者公開了EF510 300番台的新造車301號，此車下線後將進行試車，2023年3月起部署在JR貨物九州地區使用，預定量產17輛。

## 外部連結
- 產品介紹（川崎） （日語）